# Ethelwulfo de Wessex
Ethelwulfo (pronunciación en inglés antiguo [æðelwuɫf]; Traducción del Inglés antiguo para "Lobo Noble"; fue rey de Wessex de 839 a 858. Nació en el año 806, falleció el 13 de enero de 858 siendo el primogénito de Egberto, rey de Wessex, de Mercia, y de Redburga, posiblemente de una princesa carolingia.
Conquistó Kent en representación de su padre en 825. En lo sucesivo designado rey de Kent  hasta que sucedió a su padre como rey de Wessex en 839, por lo que se convirtió en rey de Wessex, Kent, Cornualles y las Sajonias Occidentales y Orientales. Fue coronado en Kingston upon Thames.

## Contexto Histórico

El sur de Gran Bretaña a mediados del siglo IX.

A principios del siglo IX, Inglaterra estaba casi completamente bajo el control de los anglosajones, siendo Mercia y Wessex los reinos del sur más importantes. Mercia dominó hasta la década de 820 y ejerció el señorío sobre Anglia Oriental y Kent, pero Wessex pudo mantener su independencia de su vecino más poderoso. Offa, rey de Mercia de 757 a 796, fue la figura dominante de la segunda mitad del siglo VIII. El rey Beorhtric de Wessex (786–802), se casó con la hija de Offa en 789. Beorhtric y Offa llevaron al exilio al padre de Ethelwulfo, Egberto, quien pasó varios años en la corte de Carlomagno en Francia.  Egberto era hijo de Ealhmund, que había sido brevemente rey de Kent en 784. Después de la muerte de Offa, el rey Coenwulf de Mercia (796–821) mantuvo el dominio de Mercia, pero no está claro si Beorhtric alguna vez aceptó la subordinación política, y cuando murió en 802 Ecgberht se convirtió en rey, quizás con el apoyo de Carlomagno.  Durante doscientos años, tres familias habían luchado por el trono de Sajonia Occidental, y ningún hijo había seguido a su padre como rey. La mejor afirmación de Egberto fue que era el tataranieto de Ingild, hermano del rey Ine (688-726), y en 802 parecía muy poco probable que estableciera una dinastía duradera.
Casi nada se registra de los primeros veinte años del reinado de Egberto, aparte de las campañas contra Cornualles en la década de 810.  El historiador Richard Abels argumenta que el silencio de la Crónica Anglosajona probablemente fue intencional, ocultando la purga de Egberto de los magnates de Beorhtric y la supresión de las líneas reales rivales.  Las relaciones entre los reyes de Mercia y sus súbditos de Kent eran distantes. Los ealdormen o prefectos de Kent no asistieron a la corte del rey Coenwulf, quien se peleó con el arzobispo Wulfred de Canterbury (805–832) por el control de los monasterios de Kent; La principal preocupación de Coenwulf parece haber sido obtener acceso a la riqueza de Kent. Sus sucesores Ceolwulf I (821–23) y Beornwulf (823–26) restablecieron las relaciones con el arzobispo Wulfred, y Beornwulf nombró a un subrey de Kent, Baldred.
Inglaterra había sufrido incursiones vikingas a fines del siglo VIII, pero no se registran ataques entre 794 y 835, cuando la isla de Sheppey en Kent fue devastada.  En 836 Egberto fue derrotado por los vikingos en Carhampton en Somerset,  pero en 838 obtuvo la victoria sobre una alianza de hombres de Cornualles y vikingos en la batalla de Hingston Down, reduciendo Cornualles al estado de un reino cliente.

## Familia
El padre de Ethelwulfo, Egberto, fue rey de Wessex desde 802 hasta 839. Se desconoce el nombre de su madre y no tenía hermanos registrados. Se sabe que tuvo dos esposas seguidas y, hasta donde se sabe, Osburga, la mayor de las dos, fue la madre de todos sus hijos. Ella era la hija de Oslac, descrita por Asser, biógrafo de su hijo Alfredo el Grande, como "el famoso mayordomo del rey Ethelwulfo",  un hombre que descendía de los jutos que habían gobernado la Isla de Wight. Ethelwulfo tuvo seis hijos conocidos. Su hijo mayor, Ethelstan, tenía la edad suficiente para ser nombrado rey de Kent en 839, por lo que debe haber nacido a principios de la década de 820 y murió a principios de la década de 850.  El segundo hijo, Ethelbaldo, se registra por primera vez como testigo de la carta constitutiva en 841, y si, como Alfredo, comenzó a testificar cuando tenía alrededor de seis años, habría nacido alrededor de 835; fue rey de Wessex de 858 a 860. El tercer hijo de Ethelwulfo, Ethelberto, probablemente nació alrededor de 839 y fue rey de 860 a 865. La única hija, Etelswita, se casó con Burgred, rey de Mercia , en 853.  Los otros dos hijos eran mucho más jóvenes: Ethelredo nació alrededor de 848 y fue rey de 865 a 871, y Alfredo nació alrededor de 849 y fue rey de 871 a 899.  En 856 Ethelwulfo se casó con Judith, hija de Carlos el Calvo, rey de Francia Occidental y futuro emperador carolingio, y su esposa Ermentrude. Probablemente Osburga había muerto, aunque es posible que hubiera sido repudiada.  No hubo hijos del matrimonio de Ethelwulfo con Judith, y después de su muerte, ella se casó con su hijo mayor sobreviviente y sucesor, Ethelbaldo.

## Reinado
Uno de los primeros actos de Ethelwulfo como rey fue dividir el reino. Dio a su hijo mayor, Athelstan, la mitad oriental, que incluía Kent, Essex, Surrey y Sussex (no confundirlo con Athelstan el Glorioso, posterior). Y mantuvo para sí la parte poniente de Wessex (Hampshire, Wiltshire, Dorset y Devon).
Durante todo su reinado tuvo que luchar contra los daneses —los cuales iban convirtiéndose, con el paso del tiempo, en una fuerza muy poderosa—, logrando una extraordinaria victoria en la batalla de Aclea (posiblemente Oakley, en Surrey); asimismo derrotó al príncipe Cyngen ap Cadell de Gales cuando trató de invadir Mercia. Pese a que este reino estaba ahora desligado de Wessex, aún reconocía su supremacía como estado líder de la Heptarquía.

## Matrimonio y descendencia
Ethelwulf se casó en el año 830 con Osburga, hija de Oslac de Hampshire, gran mayordomo de Inglaterra, de la cual tuvo seis hijos:
- Athelstan (n. 832-m. 851), subregulus (sub-rey) de Kent (839-851).

- Ethelbaldo (n. 834-m. 20.12.860), rey de Wessex al suceder a su padre.

- Ethelberto (n. 836-m. otoño 865), subregulus de Kent al suceder a su hermano mayor (852-865) y rey de Wessex al suceder a Ethelbaldo (860-865),

- Etelredo I (n. 840-m. batalla de Marton 23.4.871), rey de Wessex al suceder a su hermano (865-871).

- Ethelswitha (n. 846-m. París, rumbo a un peregrinaje a Roma, 888), casada con Burgred, rey de Mercia (m.Roma, 874).

- Alfredo (n. Wantage, Dorset, 849 - m. Winchester, 26.10.899), apodado "el Grande", rey de Wessex al suceder a su hermano (871-899).

Cada uno de sus hijos varones le sucedió al trono. Alfredo, el menor, es considerado como uno de los más grandes reyes que haya reinado en Bretaña. La única hija de Ethelwulf, Ethelswitha, se casó con el rey de Mercia siendo solo una niña.
Tras el fallecimiento de su primera esposa, Osburga, Ethelwulf viajó a Roma. A su regreso, el 1 de octubre de 856, en Verberie-Sur-Oise, el rey se casó otra vez con la hija del Emperador Carlos el Calvo, Judit de Francia, que a la sazón solo tenía 13 años y no deseaba tal matrimonio. De este, que duró poco, pues Ethelwulfo falleció repentinamente solo dos años después, no hubo descendencia.

## Religión
La religión siempre formó parte importante de su vida. El primer año de su reinado planeó una peregrinación a Roma. Debido al incremento de las incursiones, sintió la necesidad de apelar al Dios de los Cristianos para que le ayudara contra un enemigo "tan ágil, numeroso y profano."
En 853 Ethelwulf, envió a su hijo Alfredo, un niño de unos cuatro años, a Roma. En 855, alrededor de un año después de la muerte de su señora Osburga, Ethelwulf siguió a Alfredo a Roma. En Roma, fue generoso con sus riquezas. Distribuyó oro al clero de San Pedro y ofreció los cálices del Bendito Pedro del más puro oro y candelabros de plata hechos por los sajones. [Hodgkin, RH. A History of the Anglo-Saxons. London: Oxford UP, 1935. 512.] 
En su camino de regreso a Wessex, se detiene en Francia, en la corte del rey Carlos el Calvo, el cual, como ya se ha dicho, le otorga la mano de su hija mayor, Judith (Judith Martel), de alrededor de doce años. El matrimonio se celebra en la localidad de Verberie-sur-Oise, el 1 de octubre de 856.

## Regreso a Inglaterra
Su ausencia fue aprovechada por su segundo hijo y heredero, Ethelbaldo, para apoderarse del reino en su ausencia, por lo que, a su retorno a Inglaterra en 856, Ethelwulfo se encontró con una aguda crisis. Su hijo mayor Ethelbaldo (Athelstan había fallecido) había tramado una conspiración con el Magistrado en Jefe del Distrito de Somerset y el Obispo de Sherborne para oponerse a la reasunción de la regencia de Ethelwulfo. Había suficiente apoyo a Ehelwulfo tanto para iniciar una guerra civil como para desterrar a Ethelbaldo y sus conspiradores. En vez de ello, Ethelwulfo entregó Wessex a su hijo y aceptó para sí Surrey, Sussex y Essex, que gobernó hasta su muerte el 13 de enero de 858. 
Si la disputa familiar hubiese continuado, podría haber arruinado la Casa de Egberto. Ethelwulf y sus consejeros merecieron el aprecio que les concedieron por su moderación y tolerancia.
Que el Rey hubiese consentido tratar con su rebelde
hijo, para referirse al compromiso de una reunión de los nobles sajones,
para moderar la combatividad de sus propios partidarios y para renunciar
a la regencia sobre la parte más importante de sus dominios-todo
esto testimonia que el espíritu Cristiano de Ethelwulf
no se extinguió en la donación de generosa caridad a la Iglesia,
sino que lo dispuso a reconciliarlo al sacrificio del prestigio y del poder
por la causa de la paz nacional.
[Hodgkin, RH. A History of the Anglo-Saxons. London: Oxford UP, 1935. 515.]
La restitución de Ethelwulf incluyó una concesión especial a las reinas sajonas. Los sajones occidentales no permitían que la reina se sentara junto al rey, de hecho no se les llamaba reinas, sino simplemente "la señora del rey." Esta restricción fue levantada para la Reina Judith, probablemente por su alto rango de princesa europea.

## Fallecimiento
Murió el 13 de enero de 858, a los 54 años de edad, fue sepultado en Steyning y luego transferido a la iglesia antigua de Winchester. Sus huesos reposan en uno de los cofres mortuarios de la Catedral de Winchester.
Su anillo de oro tiene una pulgada de ancho y está ricamente decorado con símbolos religiosos; en él está inscrito: Ethelwulf Rex y se encontró en Laverstock, Wiltshire, en 1780. Se cree que el rey lo dio como regalo a un partidario leal.